# Kathryn Joosten

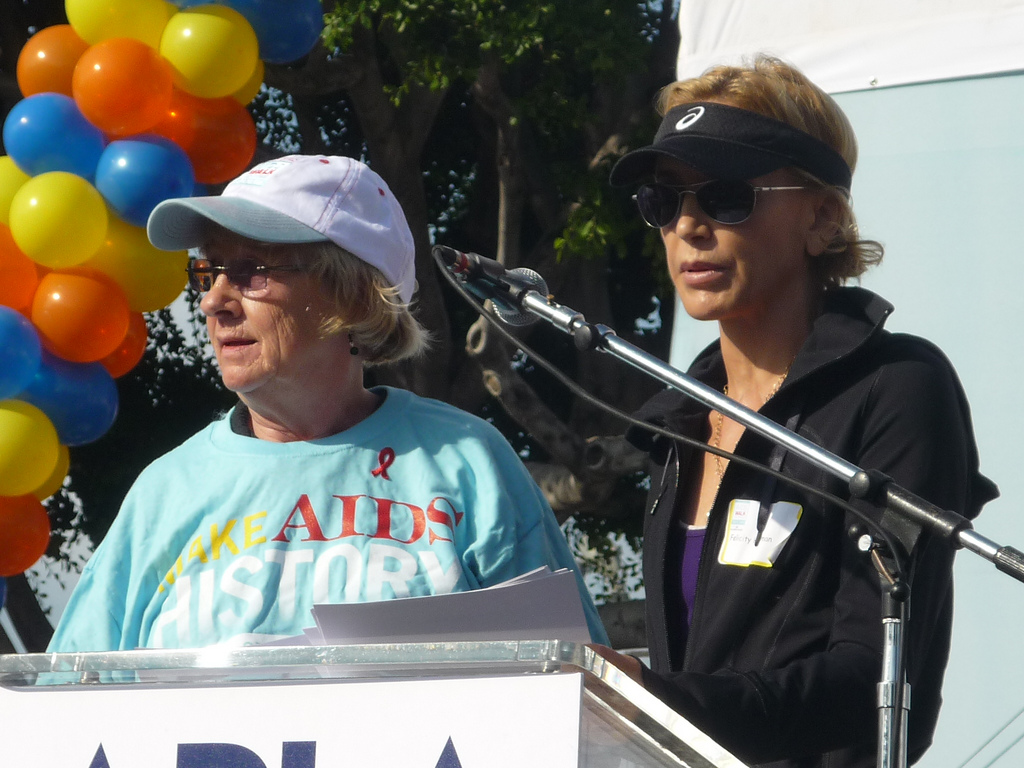
Kathryn Joosten com a actriz Felicity Huffman.

Kathryn Joosten (Eustis, Flórida, 20 de dezembro de 1939 - Westlake Village, California, 1 de junho de 2012) foi uma atriz americana.[carece de fontes?]
Se tornou conhecida por participar regularmente da série Desperate Housewives (em Portugal, Donas de Casa Desesperadas), como Karen MaCluskey.
Em 2009 fez um participação especial no filme Alvin e os Esquilos 2 (Alvin and the Chipmunks: The Squeakquel).

## Filmografia
- 1987 - Zibelina - Garçonete (1 episódio)
- 1995 - Pointman - Lois (1 episódio)
- 1995 - Grace Under Fire - Ida Reilly (1 episódio)
- 1996 - Boston Common - Sra. Schuster (1 episódio)
- 1997 - Brooklyn Sul - Sra. Mariah Westbrook (2 episódios)
- 1998 - Just Shoot Me! - Sra. Pierce (1 episódio)
- 1998 a 2001 - Dharma e Greg - Claire (7 episódios)
- 1999 - Obrigado - Sra. Sturges (3 episódios)
- 1999 a 2002 - The West Wing - Dolores Landingham (30 episódios)
- 2002 a 2003 - Hospital Geral - Ida Warren (5 episódios)
- 2003 - AUSA - Ginny Romano (2 episódios)
- 2003 a 2005 - Joan of Arcadia - Old Lady Deus, ou, ocasionalmente, como a Sra. Landingham (8 episódios)

- 2005 - Greys Anatomy 
- 2005 a 2012 - Desperate Housewives - Karen McCluskey (87 episódios)
- 2009 - Alvin e os Esquilos 2 - Tia Jackie (Filme)

## Morte
Faleceu em 01 de junho de 2012, em decorrência de câncer.